# سولنوک
شهر سولنوک (به مجاری: Szolnok) مرکز استان یاس-نادْی‌ْکون-سولنوک در کشور مجارستان واقع شده‌است. جمعیت این شهر ۷۵٫۴۷۴ نفر است.

## جستارهای وابسته